# Mohrigia cirricoxalis
Mohrigia cirricoxalis är en tvåvingeart som beskrevs av Hans-Georg Rudzinski 2006. Mohrigia cirricoxalis ingår i släktet Mohrigia och familjen sorgmyggor.
Artens utbredningsområde är Taiwan. Inga underarter finns listade i Catalogue of Life.